# VEF
VEF eller Valsts elektrotehniskā fabrika var en producent af elektroniske produkter i Letland i mellemkrigstiden og senere i Sovjetunionen.
VEF blev etableret 1919 i Letland og havde frem til 2. verdenskrig et bredt produktsortiment, der bl.a. omfattede produktion af flyvemaskiner, herunder VEF Irbitis I-16, og de første Minox miniaturekameraer.
I Sovjetperioden specialiserede VEF sin produktion på elektroniske produkter, hvor de mest kendte produkter var telefoner, telefonomstillinger og radioapparater som f.eks. VEF Spīdola. VEFs produkter blev solgt og var kendte over hele Sovjetunionen. VEF havde i 1991 omkring 20.000 ansatte.
Da markedsøkonomien skulle genindføres i Letland i begyndelsen af 1990'erne, efter Letlands genvundne selvstændighed, havde VEF store problemer med at konkurrere på kvalitet og pris. Forsøg på at omstrukturere de forskellige selskaber i VEFs eje mislykkedes, og størstedelen af produktionen blev sat over styr frem til 1997. VEF blev delt op i seks mindre virksomheder, hvoraf kun to stadig ekesisterer med et par hundrede ansatte.